# Affiner Prozess
Ein affiner Prozess ist ein stochastischer Prozess in stetiger Zeit, dessen Fouriertransformierte eine besondere Gestalt aufweist. Sehr viele der Prozesse in verschiedensten Anwendungen gehören dieser Prozessklasse an, viele für Anwendungen relevante Funktionale lassen sich explizit berechnen.

## Definition
Die Fouriertransformierte des Übergangskerns eines affinen Prozesses lässt sich in exponentiell-affiner Form schreiben.
Oder etwas formaler:

Ein affiner Prozess ist ein stochastisch stetiger, zeit-homogener Markow-Prozess {\displaystyle (X_{t})_{t>0}} auf {\displaystyle \mathbb {R} ^{n}\times \mathbb {R} _{+}^{m}}, wobei die kumulantenerzeugende Funktion eine affine Funktion des Ausgangszustandes ist:
{\displaystyle \Phi _{t}(u)=\log(\operatorname {E} \left[\mathrm {e} ^{\langle X_{t},u\rangle }\right])=\phi (t,u)+\langle X_{0},\psi (t,u)\rangle }
für alle {\displaystyle u\in \mathbb {C} ^{(n+m)}}, sodass der Erwartungswert existiert.

## Wichtige Eigenschaften
- Affine Prozesse sind Markow-Prozesse.
- Ist {\displaystyle (X_{t})_{t>0}} ein affiner Prozess, so auch {\displaystyle \textstyle (\int _{0}^{t}{X_{s}\,ds},X_{t})}.
- Der Erwartungswert eines oft benötigten Ausdrucks lässt sich folgendermaßen schreiben:

{\displaystyle \operatorname {E} \left[\exp \left(-\int _{t}^{t+x}X_{s}\,ds\right)\right]=\exp {(A(x)+X_{t}\cdot B(x))}.}
Da vor allem in vielen zinstheoretischen Arbeiten dieser Erwartungswert (Short-rate-Modelle) von großer Bedeutung ist, wurden lange Zeit all jene Prozesse als affin bezeichnet, bei denen sich der Erwartungswert auf genau diese Art und Weise schreiben lässt.
Die Funktionen A und B lassen sich als Lösungen von Riccati-Gleichungen schreiben.

## Verwandte Prozesse
Der Wiener-Prozess sowie der Poisson-Prozess sind affine Prozesse, aber auch der (sowohl gaußsche als auch nicht-gaußsche) Ornstein-Uhlenbeck-Prozess ist ein affiner Prozess, ebenso wie der Wurzel-Diffusionsprozess. Jeder Lévy-Prozess ist affin. Die Geometrische brownsche Bewegung ist kein affiner Prozess, aber ein sehr einfaches Funktional (Exponentialfunktion) eines affinen Prozesses.

## Anwendungen
Neben den üblichen Anwendungen für all die im Abschnitt davor genannten Prozesse, kommen noch Modelle für stochastische Volatilität hinzu (z. B. Heston-Modell, Barndorff-Nielsen Shepard Modell etc.). So finden sich viele Anwendungen in der Finanzmathematik (Zinsmodelle, Kreditrisiko, Optionspreismodelle etc.).